# العارضة، إب
العارضة هي إحدى قرى الجمهورية اليمنية. وهي تتبع جغرافيًا لمحافظة إب. وإداريًا لمديرية حزم العدين. يبلغ تعداد سكانها 1061 نسمة حسب الإحصاء الذي جرى عام 2004.